# Sabetta

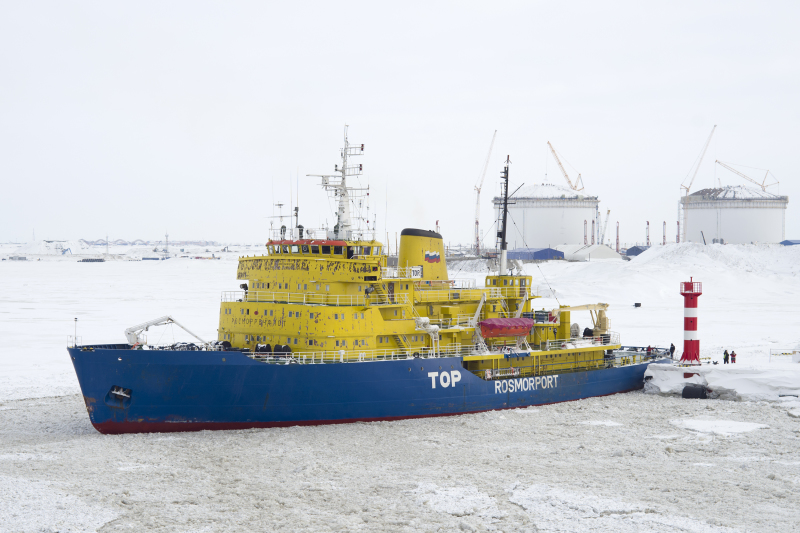
Le brise-glace Tor dans le port de Sabetta.

Sabetta (russe : Сабетта) est un port d'extraction de gaz naturel liquéfié situé dans la péninsule de Yamal, dans le Nord de la Russie. L'aéroport international de Sabetta dessert les lieux.

## Toponymie
Le site choisi pour le port se situe sur la côte ouest de l'estuaire de l'Ob, dans la péninsule de Yamal. Il est proche du champ de gaz Yuzhno-Tambeyskoye.

## Projet
Le port est un partenariat entre Novatek, un grand producteur de gaz naturel, et le gouvernement russe. Le groundbreaking est inauguré en juillet 2012, mais la construction même du port s'effectue dès l'été 2013. Une ligne de chemin de fer de 180 km de long est construite entre Bovanenkovo et Sabetta.
En décembre 2014, pendant la crise du rouble russe, le gouvernement russe débloque 150 milliards de roubles supplémentaires pour le projet[réf. souhaitée].